# Mihovil Abramić
Mihovil Abramić (Pula, 12. svibnja 1884. – Split, 8. svibnja 1962.), hrvatski arheolog.
Studirao je arheologiju i povijest starog vijeka u Beču, a radio je u Arheološkom institutu u Beču i kao ravnatelj Arheološkog muzeja u Akvileji, te poslije Prvog svjetskog rata u splitskom Arheološkom muzeju. 
Bavio se antičkom arheologijom i epigrafikom, proučavao pitanje grčke kolonizacije na Jadranu, ilirsku kulturu i rimsko doba. Vodio je razna arheološka iskapanja, uglavnom u Dalmaciji, te uređivao Vjesnik za arheologiju i historiju dalmatinsku.
Bibliografiju njegovih radova je sastavio Mirko Cecić.